# 彰化平原

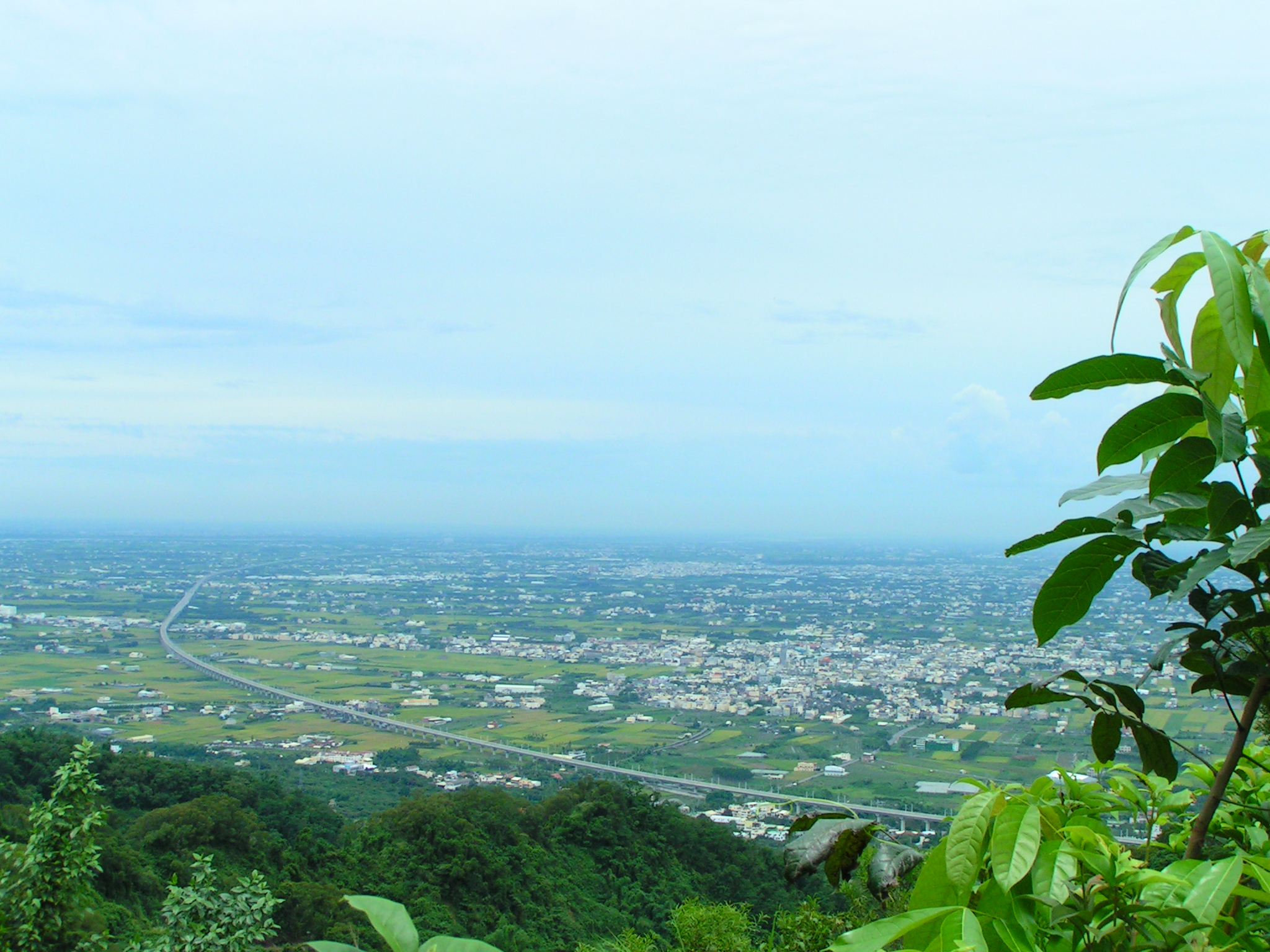

彰化平原，亦稱為彰化隆起海岸平原，臺灣在中部地區的一處平原，位於彰化縣北半部，為清水平原在南方之延長。其位置是東臨八卦台地，西面台灣海峽，北接清水平原、大肚台地，南以舊濁水溪（下游稱麥嶼厝溪）為界，與濁水溪沖積平原相望。寬度約在12-15公里，面積與高度逐漸向南遞增，直到田中便達到45公尺之高，南北也達到40公里之長。除東緣被八卦台地挾帶堆積物於山麓，其餘全境是為現代沖積層所掩覆。
範圍涵蓋和美、二林、伸港、線西、鹿港、秀水、田尾、永靖、埔心等地之全境，以及彰化、花壇、大村、員林、社頭、田中等地西半部的平原亦屬之，然而在福興、埔鹽、溪湖、北斗恰為與濁水溪沖積平原的交界地帶，僅一部分平原是屬之。

## 歷史
彰化平原的開發早在台灣清治時期的康熙年間即已相當發達，漳、泉、粵籍移民陸續抵台，開發集中於當時水源較為充足的八卦山麓。康熙末年（1709年），泉州人施世榜引濁水溪水開鑿「施厝圳」（八堡圳），彰化平原水利大興，開墾面積大增，移民隨之倍數成長，清雍正年間即形成「員林仔街」，即今日的員林市。之後移民於1738年（乾隆3年）於今天的北斗鎮建立了「東螺街」，當時稱為「東螺西堡」。

## 地理
彰化平原年降雨量約1,500至2,000公厘，降雨集中在夏季的5月至8月，佔全年雨量的70%以上，乾季時農業仰賴灌溉。
由於彰化縣在北方有大肚溪切割，自烏日水隙離開臺中盆地後，將河砂堆積於大肚台地、八卦台地之前緣；但在南方卻深受濁水溪影響，歷史上有數百年記錄河道數次變遷，網流自扇端以上發達，下游則呈放射狀水路，從最北之洋子厝溪至最南之北港溪皆是，加上輸砂量高於臺灣其它各大河流，促使彰化縣有大部分平原是今日舊濁水溪所沖積而成，這也是彰化平原的面積會大於清水平原最主要的原因。
在彰化平原之西北境沿海有一新生地，為發展經濟而建設的彰濱工業區，由於開發不當才造成突堤效應，對海岸地形帶來很大的改變，北面堆積大量海砂，南面反被侵蝕海岸，形成陸地是一岸進一岸退的差異地貌。
彰化平原北狹南寬，東南往西北傾斜，八卦台地南北向列在平原東側，平原上水系縱橫交錯，是農業發展的優良地區，並因此造就了彰化縣農業大縣的身分。地面水資源主要有濁水溪和大肚溪，其中大肚溪下游有福馬圳及東西一圳、東西二圳及東西三圳等，而濁水溪下游沖積扇則有八堡圳及莿仔埤圳，濁水溪水源佔彰化平原灌溉量達82%，而八堡圳就佔了其中的55%，可知濁水溪水源對於彰化平原的農業相當重要。